# Burg Neuhausen (Engen)
Die Burg Neuhausen ist eine abgegangene Burg im Ortsteil Neuhausen der Stadt Engen im Landkreis Konstanz in Baden-Württemberg.
Die Ortsburg von Neuhausen, deren einstige Lage unbekannt ist, wurde vermutlich von den Herren von Neuhausen erbaut. Sie sind dort bereits um 1093 als edelfreies Geschlecht erwähnt. Die Burg wurde im 13. Jahrhundert errichtet und 1499 von den Schweizern im Schwabenkrieg niedergebrannt. Ehemalige Besitzer der Burg waren die Herren von Hewen. Von der nicht genau lokalisierbaren Burganlage ist nichts erhalten.